# Johann Adam Andreas av Liechtenstein
Johann Adam Andreas av Liechtenstein, född 1662, död 1712, var en monark (furste) av Liechtenstein mellan 1684 och 1712.